# Haroldiataenius saramari
Haroldiataenius saramari är en skalbaggsart som beskrevs av Cartwright 1939. Haroldiataenius saramari ingår i släktet Haroldiataenius och familjen Aphodiidae. Inga underarter finns listade i Catalogue of Life.